# UCI Africa Tour de 2020
O UCI Africa Tour 2020 foi a décima-sexta edição do calendário ciclístico internacional africano. Iniciou-se a 25 de outubro de 2019 em Burkina Faso com o Tour de Faso e finalizou a 1 de março de 2020 com o Tour de Ruanda em Ruanda. Em princípio, disputar-se-iam 10 concorrências, outorgando pontos aos primeiros classificados das etapas e à classificação final, ainda que o calendário sofreu modificações ao longo da temporada com a inclusão de novas corridas ou exclusão de outras e finalmente celebraram-se 4 corridas.

## Equipas
As equipas que podiam participar nas diferentes corridas dependia da categoria das mesmas. As equipas UCI WorldTeam e UCI ProTeam, tinham cota limitada para competir de acordo ao ano correspondente estabelecido pela UCI, as equipas UCI Continental e selecções nacionais não tinham restrições de participação:
| Categoria      | Categoria                       | Equipas                                                                            |
| -------------- | ------------------------------- | ---------------------------------------------------------------------------------- |
| .1             | 1.1 (Corrida de um dia)         | * UCI WorldTeam (max 50%) * UCI ProTeam * Continentais * Selecções nacionais       |
| .1             | 2.1 (Corrida de vários dias)    | * UCI WorldTeam (max 50%) * UCI ProTeam * Continentais * Selecções nacionais       |
| .2             | 1.2 (Corrida de um dia)         | * UCI ProTeam * Continentais * Selecções nacionais * Selecções regionais * Amadors |
| .2             | 2.2 (Corrida de vários dias)    | * UCI ProTeam * Continentais * Selecções nacionais * Selecções regionais * Amadors |
| .Ncup (sub-23) | 1.ncup (Corrida de um dia)      | * Selecções nacionais * Selecções mistas                                           |
| .Ncup (sub-23) | 2.ncup (Corrida de vários dias) | * Selecções nacionais * Selecções mistas                                           |

## Calendário
As seguintes foram as corridas que compuseram o calendário UCI Africa Tour para a temporada de 2020 aprovado pela UCI.
| UCI Africa Tour de 2020 | UCI Africa Tour de 2020 | UCI Africa Tour de 2020 | UCI Africa Tour de 2020 | UCI Africa Tour de 2020 |
| Data                    | País                    | Corrida                 | Vencedor                |                         |
| ----------------------- | ----------------------- | ----------------------- | ----------------------- | ----------------------- |
| 25 out. – 3 nov.        | Burquina Fasso          | Tour de Faso            | Dário António           |                         |
| 10 – 17 nov.            | Senegal                 | Volta do Senegal        | Didier Munyaneza        |                         |
| 20 – 26 jan.            | Gabão                   | Tropicale Amissa Bongo  | Jordan Levasseur        |                         |
| 23 fev. – 1 mar.        | Ruanda                  | Tour du Rwanda          | Natnael Tesfatsion      |                         |

## Classificações finais
- Nota: As classificações finais foram:[4][5]

### Individual
| Posição | Corredor           | Equipa                   | Pontos |
| ------- | ------------------ | ------------------------ | ------ |
| 1.º     | Daryl Impey        | Mitchelton-Scott         | 575    |
| 2.º     | Biniyam Ghirmay    | NIPPO DELKO One Provence | 361    |
| 3.º     | Natnael Tesfatsion | NTT Continental          | 268    |
| 4.º     | Youcef Reguigui    | Terengganu Inc-TSG       | 172    |
| 5.º     | Louis Meintjes     | NTT                      | 143    |
| 6.º     | Ryan Gibbons       | NTT                      | 138    |
| 7.º     | Moise Mugisha      | SKOL Adrien              | 124    |
| 8.º     | Dirk Coetzee       |                          | 110    |
| 9.º     | Kent Main          | ProTouch                 | 101    |
| 10.º    | Dan Craven         |                          | 100    |

| Posições 11.º ao 20.º | Posições 11.º ao 20.º       | Posições 11.º ao 20.º | Posições 11.º ao 20.º |
| --------------------- | --------------------------- | --------------------- | --------------------- |
| 11.º                  | Henok Mulueberhan           | NTT Continental       | 94                    |
| 12.º                  | Reinardt Janse Van Rensburg | NTT                   | 87                    |
| 13.º                  | Tristan de Lange            |                       | 75                    |
| 14.º                  | Merhawi Kudus               | Astana                | 70                    |
| 15.º                  | Jayde Julius                | ProTouch              | 68                    |
| 16.º                  | Yannick Lincoln             |                       | 55                    |
| 17.º                  | Amanuel Gebreigzabhier      | NTT                   | 55                    |
| 18.º                  | Alexandre Mayer             |                       | 50                    |
| 19.º                  | Jean Pierre Lloyd           |                       | 50                    |
| 20.º                  | Martin Freyer               |                       | 50                    |

### Equipas
| Posição | Equipa                            | Pontos |
| ------- | --------------------------------- | ------ |
| 1.º     | ProTouch                          | 188    |
| 2.º     | SKOL Adrien                       | 93     |
| 3.º     | Benediction Ignite XL             | 70     |
| 4.º     | Groupement Sportif des Pétroliers | 63     |
| 5.º     | BAI Sicasal Petro de Luanda       | 35     |

### Países
| Posição | País          | Pontos |
| ------- | ------------- | ------ |
| 1.º     | África do Sul | 1212   |
| 2.º     | Eritreia      | 911    |
| 3.º     | Namíbia       | 461    |
| 4.º     | Argélia       | 249    |
| 5.º     | Ruanda        | 225    |

### Países sub-23
| Posição | País            | Pontos |
| ------- | --------------- | ------ |
| 1.º     | Eritreia        | 759    |
| 2.º     | África do Sul   | 208    |
| 3.º     | Ilhas Maurícias | 85     |
| 4.º     | Namíbia         | 50     |
| 5.º     | Ruanda          | 49     |

## Evolução das classificações
| Data            | Classificação individual | Classificação por equipas   | Classificação por países | Classificação por países sub-23 |
| --------------- | ------------------------ | --------------------------- | ------------------------ | ------------------------------- |
| 31 de janeiro   | Daryl Impey              | BAI Sicasal Petro de Luanda | África do Sul            | Eritreia                        |
| 29 de fevereiro | Daryl Impey              | BAI Sicasal Petro de Luanda | África do Sul            | Eritreia                        |
| 31 de março     | Daryl Impey              | ProTouch                    | África do Sul            | Eritreia                        |
| 30 de abril     | Daryl Impey              | ProTouch                    | África do Sul            | Eritreia                        |
| 31 de maio      | Daryl Impey              | ProTouch                    | África do Sul            | Eritreia                        |
| 30 de junho     | Daryl Impey              | ProTouch                    | África do Sul            | Eritreia                        |
| 31 de julho     | Daryl Impey              | ProTouch                    | África do Sul            | Eritreia                        |
| 31 de agosto    | Daryl Impey              | ProTouch                    | África do Sul            | Eritreia                        |
| 30 de setembro  | Daryl Impey              | ProTouch                    | África do Sul            | Eritreia                        |
| 31 de outubro   | Daryl Impey              | ProTouch                    | África do Sul            | Eritreia                        |
| 10 de novembro  | Daryl Impey              | ProTouch                    | África do Sul            | Eritreia                        |
| Final           | Daryl Impey              | ProTouch                    | África do Sul            | Eritreia                        |